# Haythem Saada
Haythem Saada (arabe : هيثم صعدة), né le 3 février 1995 à Ezzahra, est un basketteur tunisien.

## Carrière
En novembre 2016, il rejoint la Dalia sportive de Grombalia pour la coupe arabe des clubs champions 2016 sous la forme d'un prêt. Ils sont éliminés en quarts de finale par l'Association sportive de Salé (69-73). 
En janvier 2018, il quitte son club formateur, Ezzahra Sports, et rejoint l'Étoile sportive du Sahel. 
Le 12 mai 2018, il perd la finale de la coupe de Tunisie contre l'Étoile sportive de Radès (79-65) à la salle omnisports de Radès.
En août 2020, il retourne à Ezzahra Sports pour renforcer l'équipe pour les play-offs de la Ligue 2 et accède en Ligue 1, après avoir remporté le championnat de division nationale B.
Durant la saison 2020-2021, il perd la finale du championnat de Tunisie contre l'Union sportive monastirienne en deux matchs (86-79 à Monastir et 75-77 à Ezzahra).
Entre les 29 septembre et 9 octobre 2021, il participe avec Ezzahra Sports à la coupe arabe des clubs champions et prend la troisième place après avoir perdu en demi-finale (80-83) contre Al Kuwait SC (en) et remporté le match pour la troisième place (78-73) contre l'Ittihad Alexandrie. Il est le meilleur buteur du quart de finale contre le FUS de Rabat (82-80) avec 34 points.
Le 6 mai, il signe avec le club syrien du Jalaa SC (en).

## Clubs
- 2012-2018 : Ezzahra Sports (Tunisie)
- 2016 : Dalia sportive de Grombalia[5] (Tunisie)
- 2018-2020 : Étoile sportive du Sahel (Tunisie)
- 2020-2022 : Ezzahra Sports (Tunisie)
- 2022 : Jalaa SC (en)[6] (Syrie)
- depuis 2022 : Club africain (Tunisie)

## Palmarès

### Clubs
- Champion de Tunisie : 2025
- Champion de Tunisie (division nationale B) : 2020
- Coupe de Tunisie : 2024
- Super Coupe de Tunisie : 2023
- Coupe de la Fédération : 2020
- Médaille de bronze à la coupe arabe des clubs champions 2021 (Égypte)

### Sélection nationale
- Médaille d'argent au championnat arabe des nations 2022 (Émirats arabes unis)
- Médaille de bronze au championnat arabe des nations 2023 ( Égypte)

## Distinctions personnelles
- Meilleur pivot de la finale de la coupe de Tunisie 2024-2025